# Leucogephyra
Leucogephyra is een geslacht van vlinders van de familie van de grasmotten (Crambidae), uit de onderfamilie van de Acentropinae. De wetenschappelijke naam en de beschrijving van dit geslacht werden voor het eerst in 1896 gepubliceerd door William Warren. 
Dit geslacht is monotypisch, dat wil zeggen dat het maar één soort heeft namelijk Leucogephyra semifascialis Warren, 1896 uit India.